# Paris–Roubaix 1955

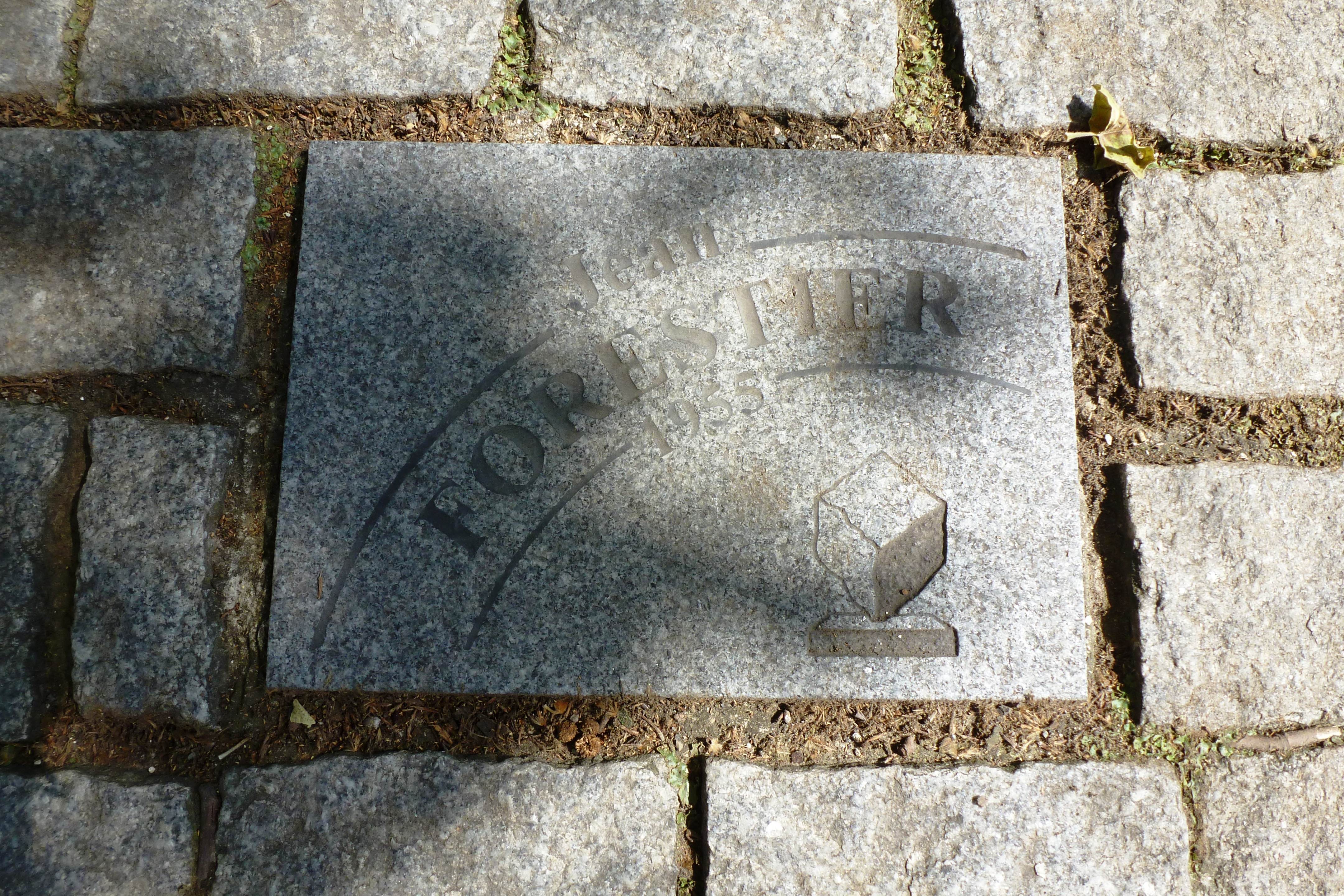
Pflasterstein zu Ehren des Siegers Jean Forestier auf der Allée Charles Crupelandt in Roubaix

Das Eintagesrennen Paris–Roubaix 1955 war die 53. Austragung des Radsportklassikers und fand am Sonntag, den 10. April 1955, statt.
Das Rennen führte von Saint-Denis, nördlich von Paris, nach Roubaix, wo es im Vélodrome André-Pétrieux endete. Die Strecke war 249 Kilometer lang. 158 Fahrer starteten, von denen sich 72 platzieren konnten. Der Sieger Jean Forestier absolvierte das Rennen mit einer Durchschnittsgeschwindigkeit von 40,74 km/h.
Der Renntag war regnerisch. Nachdem Jean Forestier ausgerissen war, folgten ihm Fausto Coppi und Louison Bobet halbherzig. Da sich die beiden Fahrer nicht grün waren, wollten sie nicht zusammenarbeiten. Nach dem Rennen kritisierte Bobet Coppi wegen dessen Verhaltens, Coppi entgegnete zu seiner Verteidigung, er sei so früh in der Saison noch nicht in Form.